# Waggonfabrik Wismar Typ Frankfurt

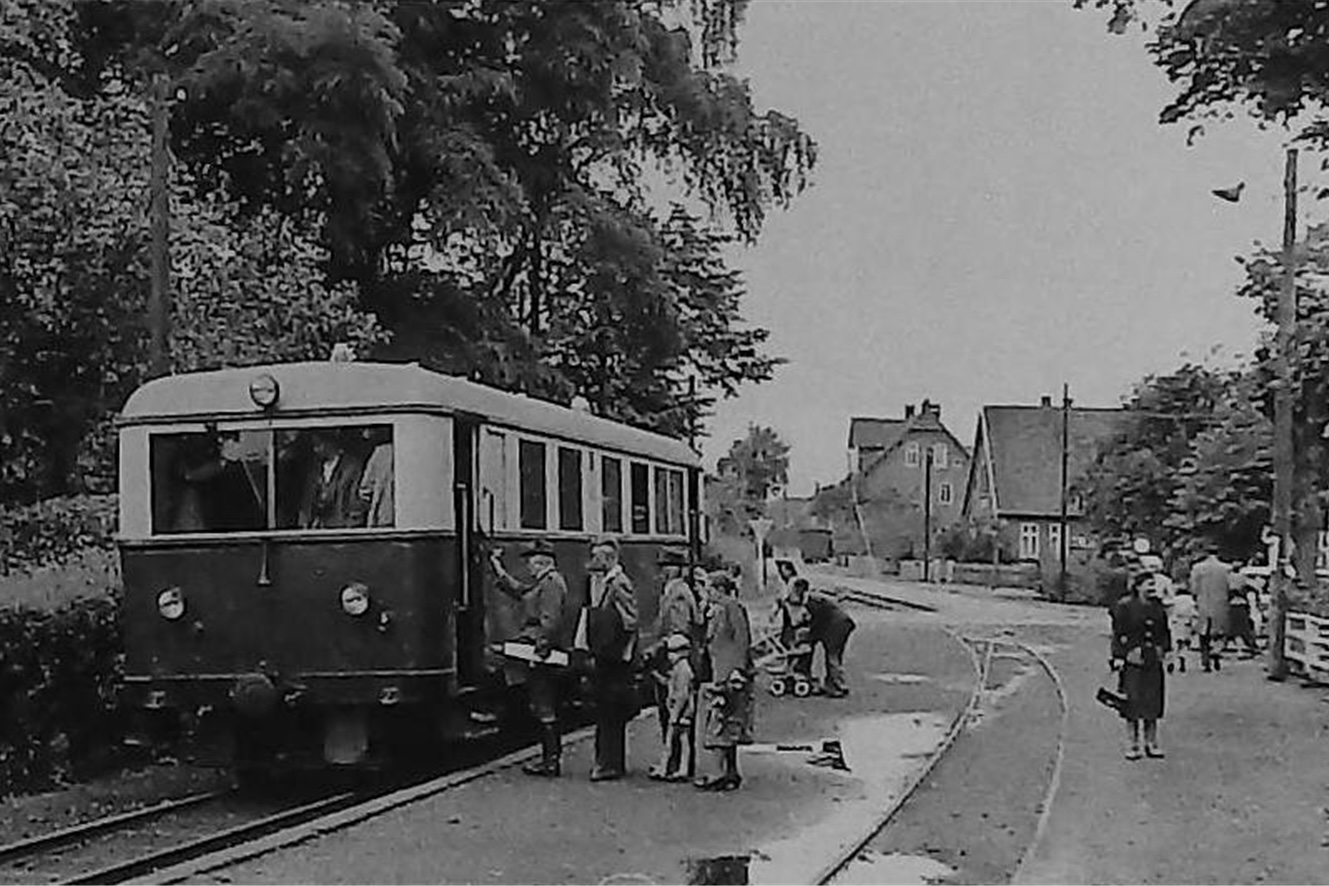
T 2 der StMB vor 1967

Der Typ Frankfurt der Waggonfabrik Wismar war ein schmalspuriger vierachsiger Leichtbau-Dieseltriebwagen, der in zwölf Exemplaren gebaut wurde.

## Geschichte
Die Waggonfabrik Wismar setzte im Triebwagenbau auf Leichtbauweise und bot dafür verschiedene Triebwagen an. Neben dem zweiachsigen Schienenbus Typ Hannover wurden auch vierachsige Triebwagen entwickelt und hergestellt.
Wie bei den Schienenbussen wurde auf konsequenten Leichtbau gesetzt und Baugruppen aus dem Kraftfahrzeugbau übernommen. Die Sitze waren gepolstert und mit Leder bezogen. Eine von außen beschickte Warmwasserheizung war unterflur angeordnet.
Geschaltet wurde mit einem Mylius-Getriebe. Neu war bei diesen Triebwagen auch die Totmannbremse.

### Direkte Vorläufer
1934 wurde ein schmalspuriger Triebwagen an die Kreisbahn Emden–Pewsum–Greetsiel (EPG) geliefert. Die Vereinigten Kleinbahnen (VKA) bestellten 1934 einen gleichartigen Triebwagen für die Kleinbahn Bremen–Tarmstedt (Br-T). Auch die Kreisbahn Leer-Aurich-Wittmund (LAW) erhielt einen entsprechenden Triebwagen. Diese drei Triebwagen waren 10.950 mm lang, der Frontmotor trieb ein Drehgestell an. Die Abgase wurden zwischen den beiden Frontfenstern nach oben geführt, auf der anderen Seite hatte die Front drei Fenster mit schmalen Stegen.

### Typ Frankfurt
Auf den Erfahrungen aufbauend baute die Waggonfabrik einen längeren Triebwagen mit 13.180 mm Länge, der Motor wurde nun unterflur mittig angebracht, über Gelenkwellen wurde jeweils die innenliegende Achse des Drehgestells angetrieben. Ein erstes Exemplar ging 1935 an die Kleinbahn Hoya-Syke-Asendorf (HSA) als T 1.
Der Firmensitz der Vereinigte Kleinbahnen in Frankfurt am Main, die weitere Triebwagen bestellten, wurde nun für diesen Typ und dessen Varianten namensgebend. Ab 1936 wurde dieser Triebwagen Typ Frankfurt von der Waggonfabrik Wismar in drei Varianten beworben: die längeren Varianten A (mit großem Gepäckraum) und B (mit Toilette oder mehr Sitzplätzen), und die kürzere Variante C.
Ab 1935 wurden diese Triebwagen ausgeliefert: einer in der kurzen Version C, wiederum für die Kleinbahn Bremen–Tarmstedt, dort T 2, und einer in der längeren Version Variante A für die Geilenkirchener Kreisbahn (GKB). Von der Variante A wurde, wiederum über die Vereinigten Kleinbahnen, ein weiteres Exemplar 1937 an die Euskirchener Kreisbahnen (EKB) geliefert.
Der erste Triebwagen der Variante B wurde 1936 an die Steinhuder Meer-Bahn (StMB) geliefert, ein weiterer 1937 wiederum an die Kleinbahn Bremen–Tarmstedt als T 3, ein dritter 1939 an die Regenwalder Kleinbahnen (RK).

### Weiterentwicklungen
Als Weiterentwicklung des Typ Frankfurt in Regelspur wurde in den Jahren 1936–1940 der Typ Mosel angeboten, diese hatten eine eingezogene Front.
Eine weitere Weiterentwicklung des Typ Frankfurt in Schmalspur waren die 1938 und 1941 an die Mittelbadische Eisenbahn-Gesellschaft (MEG) angelieferten Triebwagen T 12 und T 13 von Typ 21. Auch diese hatten eine eingezogene Front.
Eine ähnliche Konstruktion waren die 1934 bis 1941 an die Rhein-Sieg-Eisenbahn (RSE) abgelieferten Triebwagen T 1, T 2, T 4 und T 5 von Typ Rhein-Sieg. 

## Fahrzeuge

### Kreisbahn Emden–Pewsum–Greetsiel T 1

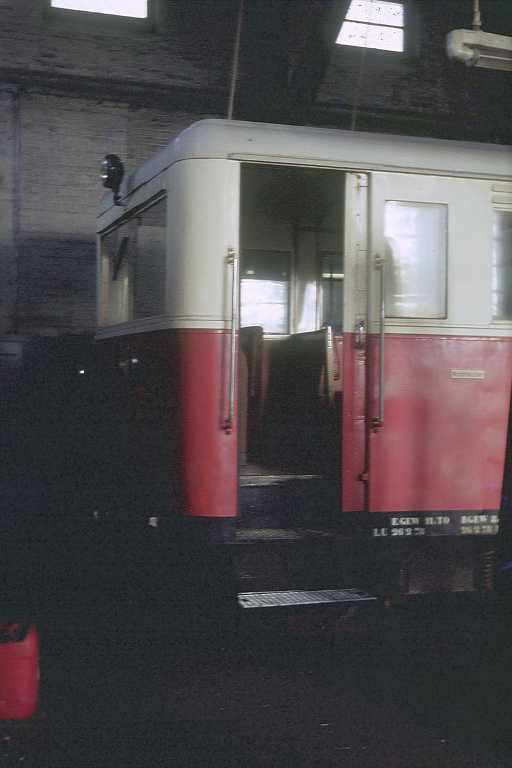
DB 699 001 im Wangerooger Lokschuppen, 1983

Der erste gelieferte Triebwagen wurde von 1934 bis 1963 bei der Kreisbahn Emden–Pewsum–Greetsiel und von 1963 bis 1981 auf der Spiekerooger Inselbahn eingesetzt. Danach kam er als Baureihe 699 zur Deutschen Bundesbahn (DB), von der er zwischen 1981 und 1992 bei der meterspurigen Wangerooger Inselbahn eingesetzt wurde. Dieser Triebwagen war eine Zeit lang ältestes Fahrzeug der DB (Baujahr 1933). Er unterstützte auf Wangerooge die dort vorhandenen Lokomotiven als Verstärkungsfahrzeug und wurde bei geringem Reisendenaufkommen allein eingesetzt. Seit 1996 gehört er unter der Bezeichnung T 45 zum Bestand des Deutschen Eisenbahn-Vereins in Bruchhausen-Vilsen. Der Triebwagen ist zurzeit dort eingelagert und nicht betriebsfähig. 1965/1966 wurde der Triebwagen bei Schöma umgebaut; dabei erhielt er einen stärkeren Motor und statt des mechanischen Getriebes ein hydrodynamisches Voith-Diwabus-Getriebe. Auch wurde der seit 1950 einseitig vorhandene Kühlergrill vergrößert, welcher der Motorfront sein charakteristisches Aussehen verlieh, und es wurden einteilige Stirnfenster eingebaut.

### Kleinbahn Bremen–Tarmstedt T 1 bis T 4
In den Jahren 1934 bis 1950 bekam die Kleinbahn Bremen–Tarmstedt vier dieselmechanische Triebwagen des Typ Frankfurt beziehungsweise dessen direkten Vorgänger der Waggonfabrik Wismar.
Beim 1934 gelieferten T 1 handelte es sich um die kurze Ausführung, die einen Frontmotor und auf der von diesem abgewandten Seite eine dreigeteilte Frontscheibe hatte. 1935 folgte ein weiteres Exemplar, der T 2, ebenfalls in kurzer Ausführung, aber mit Unterflurmotor und beidseitig zweigeteilter Frontscheibe. 1937 wurde der T 3 abgeliefert, eine lange Ausführung mit Unterflurmotor entsprechend der Variante B.
Schließlich fuhr auf dieser Bahn noch ein weiterer Triebwagen der langen Ausführung mit Unterflurmotor entsprechend der Variante A, der ursprünglich für die Kleinbahn Bremen–Tarmstedt als T 4 vorgesehen war, aber vom Betreiber der beiden Kleinbahnen, der Vereinigte Kleinbahnen, zunächst bei den Euskirchener Kreisbahnen als T 1 eingesetzt wurde und erst im August 1950 nach Bremen kam, wo er als T 4 in Betrieb war.
Nach der Einstellung der Kleinbahn Bremen–Tarmstedt 1956 kamen der kurze Triebwagen T 1 und der lange Triebwagen T 3 zu der von den Württembergischen Nebenbahnen betriebenen Härtsfeldbahn. Der kurze Triebwagen T 2 und der lange Triebwagen T 4 kamen zu der von der Württembergischen Eisenbahn-Gesellschaft betriebenen Bahnstrecke Amstetten–Laichingen.

### Kleinbahn Leer–Aurich–Wittmund SK 2

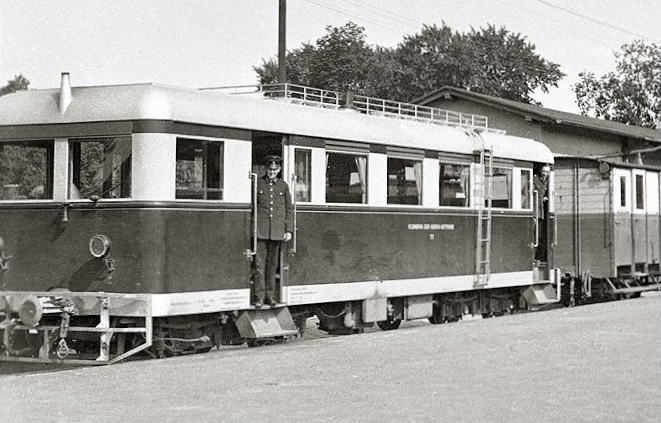
LAW SK 2 mit Dachgepäckträger im Bahnhof Aurich, 1930er Jahre

Der SK 2 der Kleinbahn Leer–Aurich–Wittmund (LAW) wurde 1934 gebaut. Er hatte wie die beiden anderen Triebwagen mit Frontmotor einen Daimler-Benz-Motor OM 67/3 mit 95 PS (70 kW). Der Triebwagen hatte wie der T 1 der EPG eine Länge über Puffer von 10.955 mm, eine Breite von 2.550 mm sowie 32 Sitzplätze und 10 Klappsitze und bis 1951 einen Dachgepäckträger. Das Antriebsdrehgestell hatte einen Achsstand von 1.700 mm, das Laufdrehgestell einen Achsstand von 1.600 mm. 1935 erhielt er einen markanten Schienenräumer an der Pufferbohle, der bei der HSA entfernt wurde.
Der Triebwagen wurde mehrmals umnummeriert: noch in den 1930er Jahren zum T 2, 1942 zum T 1, 1950 zum T 62. 1955 kam er mit gleicher Nummer zur Kleinbahn Hoya–Syke–Asendorf (HSA). Vom September 1957 bis Mai 1958 wurde in der Werkstatt der Steinhuder Meer-Bahn (StMB) in Wunstorf ein neuer Motor mit 107 kW (145 PS) unterflur eingebaut. Dabei erhielt er einer Quelle zufolge die Achsfolge (1A)'2', einer anderen Quellen zufolge die Achsfolge (1A)'(A1)'. 1963 fusionierte die Kleinbahn mit der Hoyaer Eisenbahn-Gesellschaft (HEG) zur Verkehrsbetriebe Grafschaft Hoya (VGH) und setzte den Triebwagen nach der Umspurung der Strecke Hoya–Syke 1965 auf Normalspur außer Betrieb. 1967 wurde er verschrottet.

### Kleinbahn Hoya–Syke–Asendorf T 1
1935 als erster der längeren Triebwagen mit Unterflur-Motor ausgeliefert, wurde er 1949 in T 63 umgezeichnet und 1967 verschrottet. Er war der einzige Triebwagen dieses Typs mit Toilette.

### Steinhuder Meer-Bahn T 2
Der Triebwagen wurde 1936 ausgeliefert, 1949 in T 64 umgezeichnet und bis 1963 eingesetzt, 1967 wurde er verschrottet. Er gehörte zur Version mit großem Gepäckabteil.

### Euskirchener Kreisbahnen T 1
Dieser Triebwagen, ein Triebwagen der langen Ausführung mit Unterflurmotor, entsprechend der Variante A wurde 1937 geliefert und war Eigentum der Vereinigte Kleinbahnen, die die Betriebsführung der Euskirchener Kreisbahnen hatte. Als 1950 die Euskirchener Kreisbahnen die Betriebsführung selber übernahmen, wurde er nach zur Kleinbahn Bremen–Tarmstedt umgesetzt und dort als T 4 eingesetzt. Da er in Euskirchen einen Brandschaden hatte, musste er zuvor bei Talbot wieder instand gesetzt werden.

### Württembergische Eisenbahn-Gesellschaft T 34

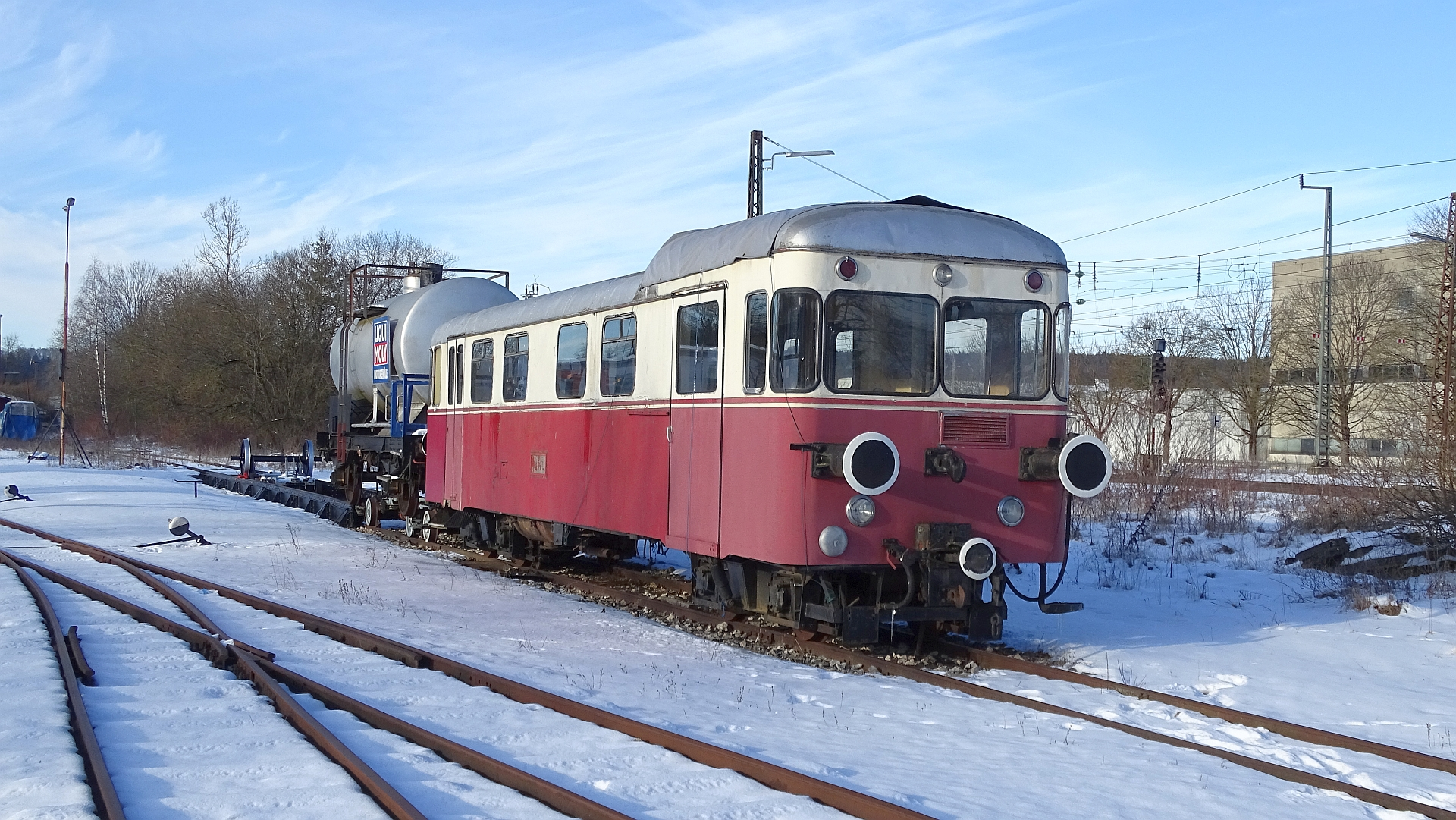
T 34 der WEG in Amstetten, 2021

Zur Württembergischen Eisenbahn-Gesellschaft (WEG) auf die Bahnstrecke Amstetten–Laichingen kamen 1956 die Triebwagen T 2 (Variante C) und T 4 (Variante A) der Kleinbahn Bremen–Tarmstedt, wobei der T 4 ursprünglich bei den Euskirchener Kreisbahnen im Einsatz gewesen war.
Der kürzere T 2 erhielt keine neue Nummer und diente nur noch als Ersatzteilspender, bis er 1961 verschrottet wurde. Der längere Triebwagen T 4 wurde bei der Württembergischen Eisenbahn-Gesellschaft als T 34 bezeichnet. Er wurde 1960 bei Fuchs zu einem Schlepptriebwagen mit zwei Motoren umgebaut, wobei er von Auwärter mit einem neuen Aufbau versehen wurde. Der T 34 ist noch vorhanden und wartet bei der durch die Ulmer Eisenbahnfreunde unter der Bezeichnung Albbähnle als Museumsbahn betriebenen Bahnstrecke Amstetten–Oppingen, einem Reststück der ehemaligen Bahnstrecke Amstetten–Laichingen, auf seine Wiederaufarbeitung.

### Härtsfeldbahn T 32 und T 33

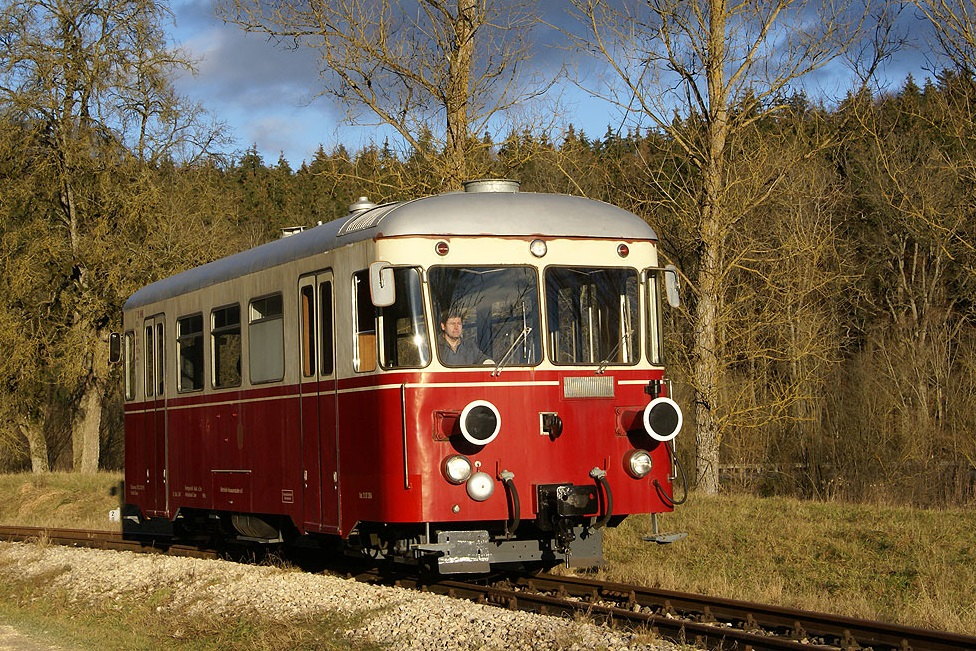
T 33 der Härtsfeld-Museumsbahn, 2007

Von der Kleinbahn Bremen–Tarmstedt wurden 1956 die T 1 und T 3 an die Härtsfeldbahn abgegeben.
Der ehemalige T 3 wurde als T 32 bezeichnet mit einem neuen Motor versehen (Büssing NAG-S-11 mit 170 PS (125 kW)) und bis zur Einstellung der Härtsfeldbahn 1972 eingesetzt und dann verschrottet.
Der ehemalige T 1 wurde als T 33 bezeichnet. Er wurde 1960, ähnlich dem T 34 der Württembergischen Eisenbahn-Gesellschaft, allerdings nur einmotorig, umgebaut. Er erhielt ebenfalls einen neuen 170 PS starken Motor von Büssing und von Auwärter in Stuttgart einen neuen Wagenkasten und kam 1964 wieder in den Einsatz. Er kam nach der Einstellung der Härtsfeldbahn 1973 auf die Bahnstrecke Amstetten–Laichingen der Württembergischen Eisenbahn-Gesellschaft, wo er aber nicht mehr eingesetzt wurde. 1985 kam er wieder zurück zur Härtsfeldbahn in Obhut der Härtsfeld-Museumsbahn. Dort wurde er aufgearbeitet und ist seit 2002 im Einsatz.

### Geilenkirchener Kreisbahn T 100
Der Verbrennungstriebwagen T 100 der Geilenkirchener Kreisbahn (GKB) war eine lange Ausführung entsprechend der Variante A. Ein unterflur angeordneter Motor mit 125 PS (92 kW) trieb über Gelenkwellen die jeweils innere Achse beider Drehgestelle an. Der Triebwagen hatte eine Länge über Puffer von 13.180 mm, eine Breite von 2.550 mm sowie 40 Sitzplätze. Beide Drehgestelle hatten einen Achsstand von 1.600 mm.
In den Jahren 1959 und 1960 wurde er zum Schlepptriebwagen umgebaut. Dabei wurden zwei Motoren mit jeweils 145 PS (107 kW) Leistung eingebaut und es erhielten alle vier Achsen einen Antrieb. Zur Beförderung von Normalspurwagen auf Rollböcken wurden hochgesetzte Zug- und Stoßvorrichtungen eingebaut. 1974 wurde er von der Interessengemeinschaft Historischer Schienenverkehr (IHS) für die unter der Marketingbezeichnung Selfkantbahn betriebene Museumsbahn übernommen, blieb aber im Eigentum der WestVerkehr und ist seit Jahren nicht betriebsfähig abgestellt.

### Regenwalder Bahnen T 1
Der 1939 gelieferte Triebwagen der in Pommern gelegenen Regenwalder Kleinbahn T 1 entsprach mit einigen Abweichungen dem Typ B, es gab aber auch Übereinstimmungen mit dem MEG T 12 und T 13. Er hatte einen etwas höheren Wagenkasten mit 850 mm hohen Fenstern, eine Toilette und 40 feste Sitzplätze in zwei Abteilen (Raucher/Nichtraucher). Er besaß einen Motor vom Typ MB OM 67/3. Damit erreichte er eine Höchstgeschwindigkeit von 55 km/h. 1940 erhielt er bei der Pommerschen Landesbahnen (PLB) die Nummer 1128. 1945 wurde er von den Polskie Koleje Państwowe (PKP), den Polnischen Staatsbahnen, übernommen und erhielt bei ihr die Bezeichnung Mx 355. 1945 wurde der Motor ausgebaut, er war wahrscheinlich als Beiwagen auf den Warschauer Zufuhrbahnen eingesetzt. Anfang der 1950er-Jahre wurde er umgebaut, er erhielt Ledersitze in 1+3-Anordnung und über dem neuen Motor in der Mitte des Wagens zwei Längssitze. Die Zwischenwände zum Einstiegsraum und zwischen denn Abteilen entfielen, dafür erhielten die Führerstände eigene Trennwände. Als Motor wurde ein Fiat Typ 368 mit 92 kW (125 PS) verwendet. Ab 1954 wurde er von Gryfice (Greifenberg) aus eingesetzt, ab 1961 als MBxd1-355. 1968 wurde der Antriebsstrang erneuert, ein Motor Star S-53 und ein neues mechanisches Getriebe wurden eingebaut, der Antrieb wirkte nur noch auf eine Achse. Seit 1973 war er zwischen Białogard und Koszalin (Köslin–Belgarder Bahnen) im Einsatz, 1974 erhielt er eine Computernummer. 1978 wurden die verschlissenen Drehgestelle gegen die eines ausgemusterten Triebwagens der Warschauer Zufuhrbahnen ausgetauscht. 1985 wurde er abgestellt. 1986 wurde er dem Eisenbahnmuseum Warschau übergeben. Inzwischen steht er beim Schmalspurbahnmuseum Gryfice, ist aber nicht Teil der Ausstellung.

### Weiterentwicklungen (Auswahl)

#### Mittelbadische Eisenbahn-Gesellschaft (MEG), T 12 und T 13

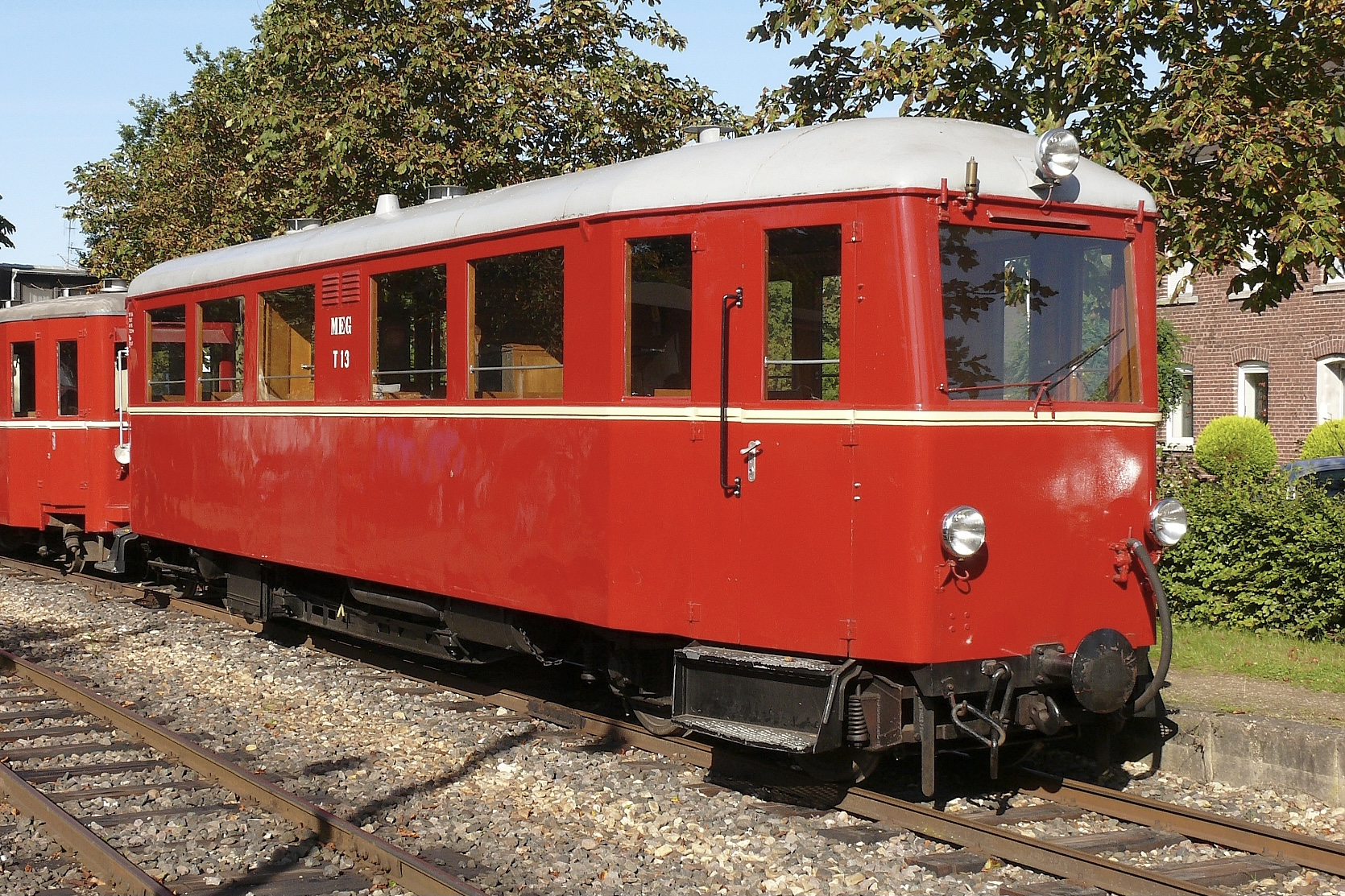
MEG T 13 bei der Selfkantbahn, 2012.

Die Verbrennungstriebwagen MEG T 12 bis T 13 der Mittelbadischen Eisenbahn-Gesellschaft (MEG) sind dieselmechanische Triebwagen mit einem unterflur angeordneten Motor und der Achsfolge B’B’, gebaut 1938 und 1941.
Sie unterschieden sich im Grundsatz mit der eingezogenen Front von den anderen Triebwagen Typ Frankfurt. Sie sind 13.220 mm lang, haben eine Breite von 2.550 mm und 41 Sitzplätze sowie 10 Klappsitze. Ein eigentliches Gepäckabteil hatten die Triebwagen nicht, dafür einen Stauraum hinter der Einstiegsplattform. Die Maschinenanlage bestand ursprünglich aus einem MAN-Motor WV 15/18 mit einer Leistung von 110,5 kW (150 PS) und dem Mylius-Getriebe.
Der T 12 kam nach Einstellung des Personenverkehrs der Mittelbadischen Eisenbahnen 1970 zu der Inselbahn Juist. Hier war er bis 1982 unter der Nummer 21 in zweiter Besetzung mit ausgebauter Antriebsanlage als Beiwagen im Einsatz und wurde dann ausgemustert und abgebrochen. Der T 13 war noch bis 1973 als Schlepptriebwagen im Einsatz und befindet sich mit Stand 2021 betriebsfähig im Besitz der Interessengemeinschaft Historischer Schienenverkehr e. V. (IHS), der Selfkantbahn, die ein Teilstück der ehemaligen Geilenkirchener Kreisbahn (GKB) als Museumsbahn betreibt.